# Carauari
Carauari es un municipio brasileño del estado del Amazonas, en la región norte del país. Perteneciente a la mesorregión del Suroeste Amazonense y a la microrregión de Juruá.
La ciudad de Carauari está localizada al margen izquierdo del río Juruá en terreno bastante elevado y accidentado. El puerto es libre, posee una ribera inestable que se va desmoronando debido el movimiento impetuoso de las aguas del río Juruá, que allí golpean fuertemente. Su población, conforme estimativas del Instituto Brasileño de Geografía y Estadística (IBGE) en 2016, era de 29 716 habitantes.

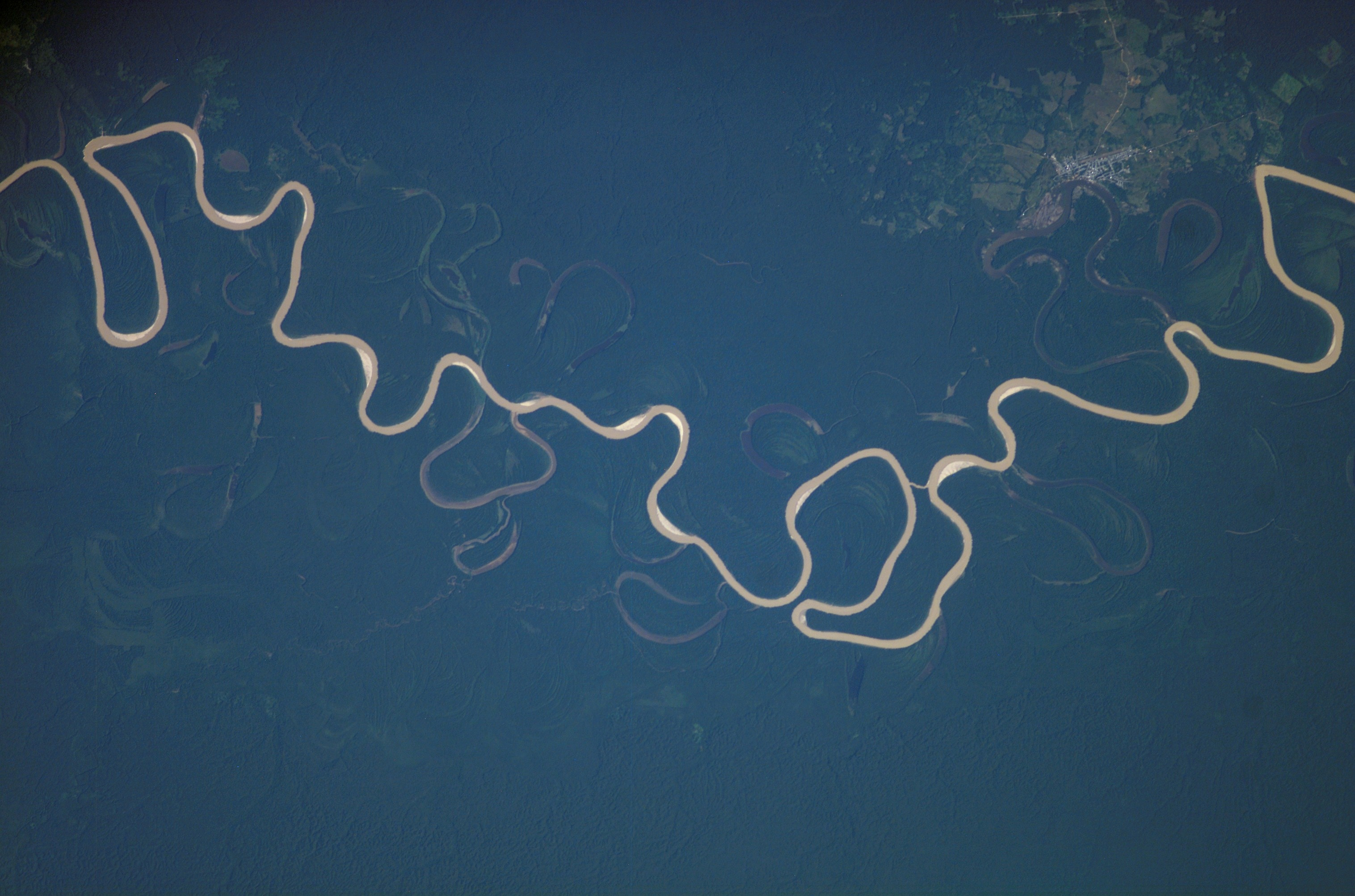
La ciudad de Carauari vista a partir de la Estación Espacial Internacional (ISS).

## Historia
El año de 1910, es creado con el nombre de xibauá. Un año después, a través de la ley estatal n.º 683, es separado del municipio de Tefé una parte de su territorio, creando un nuevo municipio que tiene como sede el poblado de Xauá.
Es elevado a la condición de villa en el año de 1912, con la ley estatal n.º 1006 y su sede es transferida para Carauari. Enseguida, el municipio pasa a llamarse Carauari. En 1928 es creada la Comarca de Carauari y, en 1938, diez años después, la ley estatal n.º 311 da la condición  Carauari de ciudad.
En cuanto a su primer denominación, se puede decir lo siguiente: 
- Xibauá es el nombre de una ave de la familia de los xexéus. También puede ser la unión de la palabra "xiba", que significa, baile, especie de batuque, usado por los negros e indios, al sonido de los tambores; y "ua", forma contraida de "iua", brazo; de donde se deduce que xibauá, significa; brazo o batuque o baqueta con que se toca el tambor.
- La palabra Carauari, es originaria de la lengua general o nheengatu. La palabra es compuesta por "cará", variedad de tubérculo comestible; y "uari", verbo caer, que entra en la formación de la palabra como oxítono uari, Cará-Uári o Cará-Uari "cará" que cae. Carauari, así viene a ser una variedad de enredadera que produce tubérculos en los ramos, donde se desarrollan,maduran y después caen. Esos tubérculos son muy conocidos por el nombre "cará del cielo".

La pulpa del cará del cielo es de sabor adulzado, dando a la masticación una impresión de una substancia arenosa. Estudiando la palabra, buscando la raíz o radical de la palabra Cará, como enseña Barbosa Rodrigues en su precioso "Muiraquitã", verificamos que, este radica de origen asiático, tan frecuente en los términos indígenas, significa pedroso, superior, soberano, que es el blanco invasor del nuevo continente; y Uari o Uári, formando la palabra arauari, que sería: - caída del poderoso.
La denominación del municipio se originó del lago "Carauari" que queda próximo a la sede del municipio y se conecta por un canal al río Juruá. El río Juruá, que era habitado primitivamente por los indios canamaris, catuquinas y otros.

### Historia reciente
En el periodo de 1977 a 1988, Carauari fue sometida a los impactos de una expresiva migración interna y externa, resultante de las actividades de exploración de gas y petróleo realizadas por la Petrobras, cuando hubo descubrimiento de algunas yacimiento de gas natural sin embargo con características sub-comerciales.
En 1977, la población total del municipio era de 20.162 habitantes, siendo 5.536 en la zona urbana (27,5%) y 14.626 en la zona rural (72,5%). Con el inicio, aquel año, de las actividades de la empresa, fue creada la perspectiva de una mejor ganancia salarial. El caboclo de la zona rural abandonó su hogar y partió en búsqueda del empleo con bolsa firmada y los respectivos derechos laborales.
Once años después, con la desactivación de la empresa en el Municipio, en febrero de 1988, el escenario socioeconómico presentaba los siguientes indicadores:
- población total de 28 111 habitantes, con 13.508 en la zona urbana (70,0 %) y 5.789 en la zona rural (30,0%);
- despoblamiento de la zona rural con el consecuente abandono de las actividades extrativistas tradicionales, tanto en los árboles de caucho nativos como en las demás actividades del sector primario;
- crecimiento desordenado de las áreas urbana y suburbanas de la sede municipal, con la consecuente elevación de los déficit de infraestructura, servicios y equipamientos urbanos;
- desactivación de incontables establecimientos comerciales y de servicios;
- índices preocupantes de desempleo, prostitución, uso de drogas, desestabilización y fragilización de centenares de familias;

A pesar del caos urbano creado, la mayoría de los trabajadores oriundos de la zona rural para la sede municipal, que ejercía actividades en el extrativismo, en la pesca y en la agricultura, no aceptó retornar a esas actividades, pasando a exigir del Poder Público Municipal soluciones para sus problemas, como la vivienda, el trabajo y las demás necesidades básicas.

## Geografía
Su población fue estimada por el Instituto Brasileño de Geografía y Estadística (IBGE), en 2016, en 28 111 habitantes.
- Localización: Región del Juruá, al margen izquierdo del río Juruá, distando de Manaus 780,0 km en línea recta y 1.676,0 km por vía fluvial.
- Acceso: vías fluvial y aérea
- Flota de vehículos (2004 y 2007)

Automóvil: 7 - 10
Camión: 7 - 10
Caminhonete: 6 - 17
Micro-autobús: 1 - 1
Motocicleta: 69 - 384
Motoneta: 10 - 162
Total: 100 - 584
- Esperanza de vida al nacer: 61,25 años
- Comunidades rurales: 43
- Enseñanza superior: Sí
- Comunicaciones: Estación AM (Sí); Estación FM (Sí); Estación de TV (Sí); Proveedor de Internet (Sí); Telefonía Celular (Sí).
- Electores: 13.939 (2006)

El municipio presenta dos tipos predominantes de suelo: suelo de tierra firme, con características sílico-argilosas, y suelo de várzea argiloso.

### Transporte aéreo
Carauari posee dos vuelos semanales regulares suministrados por la empresa MAP Líneas Aéreas, que conectan el municipio la capital del estado del Amazonas (Manaus), en aeronave ATR 42. (www.voemap.com.br)

### Hidrografía
La Hidrografía es constituida de centenares de ríos, lagos y igarapés. Los principales ríos son el río Ueré y el río Juruá. El río Juruá corta Carauari en toda su extensión. ES el principal accidente geográfico y es considerado también el más sinuoso del mundo. ES uno de los más bellos cursos d'agua de la Región Amazónica. Sus márgenes presentan aspectos selváticos y atractivos para el desarrollo del turismo ecológico.
En términos de ictiofauna, es grande el potencial pesquero del municipio, en función de los muchos lagos, igarapés, paranás y igapós, que hacen la conexión con el río Juruá. Como consecuencia, ocurren casi todas las especies que se prestan a la alimentación, tales como acará, aracu, aruanã, bodó, branquinha, cascuda, curimatã, jaraqui, mandim, matrinchã, pacu, pirapitinga, pescada, piraíba, piramutaba, piranha, pirarara, pirarucu, sardinha, surubim, tambaqui, tamoatá, hube traicionado y tucunaré.

### Vegetación
La vegetación es caracterizada por la selva tropical densa, de la subregión aluvial de la Amazonia, con terrazas bajas y planos, siendo muy frecuente la presencia de la seringueira (Hevea sp.), louro (Ocotea sp.), virola (Virola surinamensis) y samaumeira (Bombax globosum). La vegetación de los márgenes del Río Juruá sufre el efecto de las llenas, registrando la ocurrencia del capim canarana (Canarana ereta), consumido por la capivara (Hidrochoeris), de igapós y plantas aquáticas, además de la vegetación de tierra firme y de várzea. 

### Fauna
La fauna es abundante, hecho explicado por la casi ausencia de la práctica de la caza de subsistencia, excepción hecha a los quelonios. 
Es común la presencia de pecari (Tayassu pecari), venado (Mazonia americana), tapir (Tapirus terrestre), jabuti (Geochelone sp.), mutum (Mitu mitu), jacu (Pipile nateri), nambu (Cripturellus sp.), mono guariba (Alonata belzebul), papagayo (Pionnus sp.) y manatí (Trichechus ininguis).

### Clima
- Temperatura

Máxima 37 °C
Mínima 20 °C
Media 29 °C
El clima perteneciente al grupo tropical lluvioso, con precipitación pluviométrica media anual de 2.500 milímetros. El periodo lluvioso se inicia en noviembre, alcanzando los mayores índices entre los meses de enero a abril. La temperatura media del aire gira en torno a 29 °C, variando de 37 °C (máxima) a 20 °C (mínima). La humedad relativa del aire generalmente permanece por encima de 90%.

### Reserva extrativista
Por el decreto federal de 4 de marzo de 1997 fue creada la Reserva Extrativista del Meso Juruá, con área correspondiente a 253.227 hectáreas y perímetro de 348.039 metros, con la función de garantizar la explotación autosostenible y la conservación de los recursos naturales tradicionalmente utilizados por la población extrativista del municipio. 

Por el mismo decreto, la reserva fue declarada de interés ecológico y social.